# Så älskade Gud världen (Erséus)
Så älskade Gud världen är en psalm med text från Johannesevangeliet 3:16. Musiken är komponerad 1981 av Torgny Erséus.

## Publicerad i
- Psalmer och Sånger 1987 som nummer 779 under rubriken "Psaltarpsalmer och andra sånger ur bibeln - Bibelvisor".[1]